# Rubus rusbyi
Rubus rusbyi är en rosväxtart som beskrevs av Nathaniel Lord Britton. Rubus rusbyi ingår i släktet rubusar, och familjen rosväxter. Inga underarter finns listade i Catalogue of Life.